# 安保報道

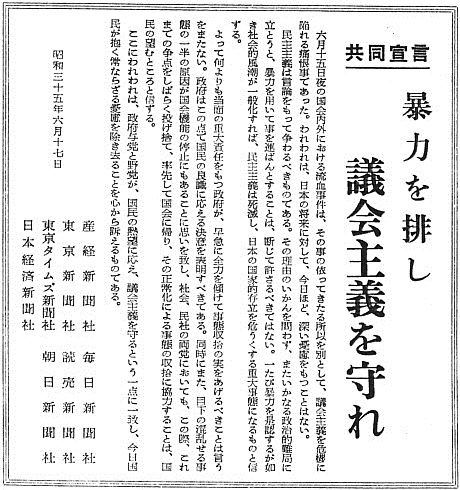
七社共同宣言（朝日新聞 1960年6月17日付）

安保報道（あんぽほうどう）とは、戦後日本の安全保障問題に関するマスコミ報道。特に安保闘争における報道を指す。

## 概要
第二次世界大戦後、報道機関は戦時中の反省から権力とは一定の距離を置く方針を取った。日米安全保障条約の改定を巡る報道においても、岸内閣が衆議院に警官隊を導入して強行採決を行ったことを批判、人々の大衆行動を加速させた。
ところが、1960年6月15日に全学連をはじめとするデモ隊が国会議事堂に突入して機動隊と衝突し、その混乱の中で樺美智子が死亡するという事件が発生すると、報道各社は態度を一変させ、6月17日に東京に本拠を持つ朝日新聞・毎日新聞・読売新聞・産経新聞・日本経済新聞・東京新聞・東京タイムズの主要紙7社が「暴力を排し議会主義を守れ」と題する共同宣言を発表した。暴力から議会主義を守ることは民主主義を守ることであるとして、一切の暴力を排除すべきと宣言する。さらに全国の地方紙など48社も同調して宣言を紙面に掲げた。各社は宣言後、国会突入事件を主導した全学連などのデモ隊を批判するようになり、逆に政府への批判を控えるようになった。
その後は、翌年に発生した嶋中事件の影響もあり、日本の報道機関は議院内閣制の擁護を名目に過度な政府・体制（=自民党）批判を控えるようになる。そのため一部から「マスコミは安保で死んだ」と批判された。